# Axyliina
Axyliina — підтриба метеликів родини Совки (Noctuidae).

## Класифікація
Триба включає два роди:
Підтриба Axyliina
- Axylia
- Ochropleura